# Syzygium smithii
Espèce
Classification phylogénétique
Syzygium smithii (anciennement Acmena smithii) est une espèce de plantes à fleurs de la famille des Myrtaceae. C'est un arbuste vivace fleurissant en été originaire d'Australie. Ce milly-pilly est souvent planté en bosquets ou en haies. Il a une écorce ligneuse épaisse, des feuilles cireuses vert clair roses quand elles sont jeunes et des baies roses à mauves comestibles. Non taillé, il peut atteindre 3 à 5 mètres de haut.

## Synonymes
- Acmena smithii (Poir.) Nied.
- Eugenia smithii Poir.
- Myrtus smithii (Poir.) Spreng.
- Eugenia elliptica Sm.